# ناثان سميث (لاعب دوري الرغبي)
ناثان سميث (بالإنجليزية: Nathan Smith)‏ هو لاعب دوري الرغبي أسترالي، ولد في 17 يوليو 1988 في Bowraville, New South Wales ‏ في أستراليا.